# Modekngei
Modekngei (albo Ngara Modekngei) - (Zjednoczona Religia) - jest religią monoteistyczną założoną około 1915 roku przez Temedada, mieszkańca wyspy Babeldaob, która rozpowszechniła się na całe Palau. Stała się ważna politycznie w okresie pomiędzy wojnami światowymi i obecnie jej wierni stanowią 8,8% populacji Palau.
Chociaż tylko ok. 8 procent Palauczyków stanowią wyznawcy modekngei, to jednak ich duża koncentracja mieszka w tej samej wiosce. Ibobang, mała miejscowość z populacją mniej niż 100 osób, w stanie Ngatpang jest zamieszkana przez najgorliwszych wiernych modekngei.
Religia modekngei jest połączeniem tradycyjnych wierzeń Palau i chrześcijaństwa. Wierni modekngei wierzą w chrześcijańskiego Boga i uznają Chrystusa za swego Zbawiciela, równocześnie jednak otaczają kultem religijnym dawne boginie Palau.
Dokładne pochodzenie modekngei jest nieznane; najbardziej rozpowszechniona hipoteza mówi, że religia ta zaczęła się jako pokojowy protest przeciw okupacji japońskiej i jest mieszaniną rodzimego animizmu i chrześcijaństwa, przekazywaną drogą ustną poprzez śpiewy zwane keskes; głównym jej zadaniem było wzmocnienie kultury narodowej przed obcymi wpływami.
Zgodnie z legendą opowiadaną w Ngatpang ta religia powstała wskutek kontaktu z misjonarzami chrześcijańskimi, którzy przybyli na Palau by nawrócić całą populację na chrześcijaństwo. Po przybyciu do wioski Ibobang, misjonarze byli tak pod wrażeniem pielęgnowania lokalnej kultury przez tubylców, że zrobili wyjątek i pozwolili lokalnym mieszkańcom łączyć kulty rodzime z chrześcijaństwem.
Celem modekngei jest więc zachowanie palauskich tradycji, łącząc je równocześnie z chrześcijaństwem, religią obecnie dominującą w tym oceanicznym państwie.
Wierni modekngei w Ibobang pielęgnują tradycyjny styl życia, którego głównymi wartościami są rodzina, lokalna społeczność i czystość duchowa. Religia ta zabrania kategorycznie swym wyznawcom picia alkoholu i zażywania narkotyków; natomiast dzieci w wiosce muszą być w domach już o zmroku i muszą zachowywać się cicho w świętych miejscach.
Mieszkańcy Ibobang chodzą codziennie do kościoła. Budynek kościelny znajduje się w centrum wioski i jest również centrum jej życia świeckiego. Jeden z wielu nakazów modekngei stanowi, że wierni w milczeniu udają się do kościoła co ranek. Mówienie, zwłaszcza głośne, przed nabożeństwem jest obraźliwe, a nawet uważane za świętokradcze. Kobiety w Ibobang zwykle są ubrane na sposób zachodni, kiedy jednak idą do kościoła lub przechodzą obok muszą mieć założone spódnice, a nie spodnie. W efekcie nie jest niezwykłe, gdy kobiety w Ibobang ubrane w spodnie idą okrężną drogą do celu, żeby ominąć kościół i nie złamać reguł religijnych.
Codzienne nabożeństwa modekngei są krótkie, zwykle składają się z modlitw indywidualnych i wspólnych. Natomiast nabożeństwa w święta tradycyjne i religijne są dłuższe i bardziej ceremonialne, i mogą trwać po kilka dni, poprzedzone tygodniami przygotowań wioskowej wspólnoty.
Jednym z głównych zwyczajów mieszkańców Palau - bez względu na religijność - jest zakaz posiadania i spożywania alkoholu i palenia papierosów w granicach miejscowości Ibobang. Zgodnie z dawnymi wierzeniami złamanie tego religijnego zakazu sprowadziłoby karę bóstw w postaci ulew i olbrzymiej powodzi, które siałyby zniszczenie aż do czasu wybaczenia grzechów przez boginie modekngei.
Nawet mieszkańcy Palau, którzy zwykle używają alkoholu i papierosów stosują się do zakazu w tej miejscowości. Antyczna wiara w ulewną i powodziową zemstę bogiń za grzechy jest tak silna, że starszyzna modekngei wiesza owoce i inne dary na drzewach w wiosce, żeby przebłagać boginie za popełnione grzechy, głównie przez nieświadomych turystów.
Innym religijnym zwyczajem w Ibobang jest święcenie dróg. Jest to rytuał wyznaczany przez cykl Księżyca. Kilka dni przed każdą księżycową pełnią mieszkańcy gruntownie sprzątają całą wioskę. Pielęgnuje się rośliny, sprząta śmieci i czyści domy. Potem, w wieczór przed pełnią, każdy mieszkaniec Ibobang czeka wewnątrz swego domu, a starszyzna wioskowa chodzi po drogach w wiosce śpiewając modlitwy i udzielając ludziom i dobytkowi święceń. Jest to ważna praktyka w modekngei, ponieważ wierzy się, że w czasie pełni Księżyca, boginie modekngei lepiej widzą grzechy śmiertelników.
W Ibobang znajduje się Belau Modekngei School (BMS), szkoła dla studentów; jest położona na końcu wioski. W 1974 roku grupa starszyzny modekngei zrealizowała swe marzenie, by przekazywać antyczne tradycje modekngei nowym pokoleniom.
Dziś, między 25 a 30 uczniów w klasach od 9. do 12. uczy się w BMS. Studenci i nauczyciele mogą mieszkać w kampusie w tradycyjnych domach pustelniczych, bez elektryczności i bieżącej wody, lub też w pobliskich wioskach stanu Ngatpang. Nieco ponad połowa studentów mieszka w kampusie.
Środowisko studenckie BMS jest zróżnicowane. Niektórzy studenci uczą się w BMS, ponieważ pochodzą z rodzin ceniących tradycyjną edukację. Dla innych studentów BMS stanowi ostatnią szansę dalszej nauki. BMS jest jedną z bardzo niewielu szkół prywatnych na Palau, BMS przyjmuje również uczniów wykluczonych z jedynej wyższej szkoły publicznej na Palau.
Studenci w BMS uczą się podstawowych przedmiotów akademickich takich jak język angielski, matematyka i język palau, jednak również uczą się religii modekngei, uprawiają znane od tysiącleci rośliny medycyny naturalnej i praktykują tradycyjne obyczaje wraz z całą społecznością wioski.
Głównym celem Belau Modekngei School i całej wspólnoty religii modekngei jest zachować i przekazać tę religię przyszłym pokoleniom Palauańczyków.